# Euryzygomatomyinae
Euryzygomatomyinae – wyróżniona w 2017 roku podrodzina ssaków z rodziny kolczakowatych (Echimyidae).

## Zasięg występowania
Podrodzina obejmuje gatunki występujące w środkowo-wschodniej Ameryce Południowej.

## Podział systematyczny
Do podrodziny należą następujące występujące współcześnie rodzaje:
- Clyomys O. Thomas, 1916 – kolcokopacz – jedynym żyjącym współcześnie przedstawicielem jest Clyomys laticeps (O. Thomas, 1909) – kolcokopacz szerokogłowy
- Euryzygomatomys Goeldi, 1901 – gujara – jedynym przedstawicielem jest Euryzygomatomys spinosus (G. Fischer, 1814) – gujara kolczasta
- Trinomys O. Thomas, 1921 – prakolczak

Opisano również rodzaje wymarłe:
- Dicolpomys Winge, 1888[8] – jedynym przedstawicielem był Dicolpomys fossor Winge, 1888
- Proclinodontomys Candela, Cenizo, Tassara, Rasia, Robinet, Muñoz, Valenzuela & Pardiñas, 2019[9]
- Theridomysops Vucetich, 1995[10] – jedynym przedstawicielem był Theridomysops parvulus (Rovereto, 1914)